# ادمون إل. براونينج
ادمون إل. براونينج (بالإنجليزية: Edmond L. Browning)‏ هو قسيس أمريكي، ولد في 11 مارس 1929 في كوربوس كريستي في الولايات المتحدة، وتوفي في 11 يوليو 2016 في هوود ريفير في الولايات المتحدة.